# Business Standard
Business Standard is een broadsheet-zakenkrant in India. De krant wordt uitgegeven door Business Standard Ltd. en verschijnt in twee talen: Engels en Hindi (in de laatste taal sinds 2008). De krant bericht over India en het internationale zakenleven en de financiële wereld. Het dagblad werd opgericht in 1975 en is gevestigd in New Delhi.